# Hydropsyche operta
Hydropsyche operta là một loài Trichoptera hóa thạch trong họ Hydropsychidae.